# Karel XII. Švedski
Karel XII. Švedski, švedski kralj in vojskovodja, * 17. junij 1682, Stockholm, Švedska, † 30. november 1718, Fredrikshald, Norveška.
Karel XII. Švedski se je rodil  17. junija 1682 v kraljevi palači v Stockholmu. Njegova starša sta bila švedski kralj Karel XI. in Ulrika Eleonora Starejša. Bil je njun edini preživeli sin. Švedski prestol je zasedel 1697 po očetovi smrti, ko mu je bilo komaj 15 let. Čeprav je bil okronan kot Karel XII., ni bil dvanajsti švedski kralj z imenom Karel. V resnici je bil šesti . Za to sta bila kriva švedska kralja Erik XIV. (1560–1568) in Karel IX. (1604–1611), ki sta si po preučevanju švedske mitologije enostavno dodala številke.

## Velika severna vojna
Leta 1700 so Danska, Saška, Poljska in Rusija družno sklenile zavezništvo proti Švedski, prepričane da bodo zaradi Karlove mladosti in neizkušenosti zlahka zmagale in se tako polastile švedskih ozemelj. S tem so začele Veliko severno vojno, ki je trajala kar 21 let. Karel se je odločil da bo naprej obračunal z Dansko, ki je vladal njegov bratranec Friderik IV. Danski. Danska je namreč ogrožala Karlovega svaka in zaveznika kneza Friderika IV., vladarja Schleswiga.
Za napad na Dansko si je Karel priskrbel podporo Anglije in Nizozemske, ki sta bili zaskrbljeni zaradi danskih groženj, da bodo zaprli morski preliv Øresund. Kmalu potem je 8000 vojakov pod Karlovim poveljstvom napadlo danski otok Zelandijo. Invazijsko ladjevje je sestavljalo 43 ladij. Švedske sile so kmalu prisile Dance v podpis premirja. Tako je bilo v začetku avgusta v Travendalu podpisano premirje, ki je določalo da se mora Danska umakniti iz Schleswiga, plačati vojno odškodnino in prekiniti zavezništvo z ostalimi Švedski sovražnimi državami.
Po danskem porazu je Karel usmeril pozornost proti Poljski in Rusiji, drugima močnima sosedama Švedske. Ruski car Peter Veliki je Švedski ironično napovedal vojno na isti dan, kot je Danska podpisala premirje.
Rusija je vstopila z vojno z napadom na tedaj švedski Estonijo in Livonija (del današnje Estonije in Latvije). Karel se je spopadel z rusko vojsko v bitki pri Narvi. Švedska vojska je štela 10 000 mož, medtem ko je bilo Rusov štirikrat več. Karel je napadel v času hudega snežnega meteža, razbil rusko vojsko na dva dela in zmagal. Veliko ruskih vojakov, ki so bežali z bojišča se je utopilo v reki Narvi in na koncu je skupno število ruskih žrtev doseglo približno 17 000  mrtvih, medtem, ko so na drugi strani Švedi izgubili le 667 mož. Karel pa ni izkoristil zmage in dokončno opravil z Rusi, kar se mu je kasneje zelo maščevalo. Svojo pozornost je raje obrnil proti naslednji članici zavezništva Poljski, ki je bila še vedno nevtralna.
Karel se na to ni oziral in Poljski napovedal vojno. Poljake je porazil v več bitkah, največjo zmago je slavil, ko je 1702 porazil poljskega kralja in saškega volilnega kneza Avgusta Močnega v bitki pri Kliszowu in osvojil mnogo poljskih mest, med drugim tudi Krakov in Varšavo. Naslednje leto je še večkrat premagal Poljake. Avgust je bil prisiljen zaprositi za premirje, Karel pa je raje 1704 na poljski prestol postavil Stanisława Leszczyńskega in 1706 z invazijo na Saško prisilil Avgusta, da je priznal Stanislawa kot poljskega kralja.

## Napad na Rusijo in bitka pri Poltavi
Čeprav je pod svoj nadzor spravil Poljsko, pa to ni ustavilo ruskega carja Petra Velikega, ki je začel s serijo vojaških reform, ki so modernizirale rusko vojsko. Ruske silam je kmalu uspelo zavzeto Ingrijo, tam je Peter dal ustanoviti mesto Sankt Peterburg, ki je 1712  postalo nova prestolnica ruske države.
To je spodbudilo Karla, da se je odločil vdreti v samo osrčje Rusije,z napadom na Moskvo. Da bi povečal svoje sile je sklenil zavezništvo z hetmanom ukrajinskih kozakov Ivanom Mazepom. Na koncu je vojska za je štela približno 77,400 vojakov. Na Švedskem pa je Karel pustil približno 28,800 vojakov, ki naj bi branili Švedsko v primeru sovražne invanzije.
Karel je po vstopu v Rusijo premagal Petra v bitki pri Golovcini (julija leta 1708), vendar pa je švedska vojska utrpela velike izgube v naslednji bitki pri Lesnovi, ko je Peter uničil okrepitveno kolono, ki je prihajala iz Rige. Ker je Karel izgubil to pomoč, je bil prisiljen odpustiti svoj načrt, da bi zavzel Moskvo. Vendar ni hotel odnehati in se je obrnil na jug proti Ukrajini.
Tam je pričakoval množični upor kozakov pod vodstvom Mazepe v Ukrajini, toda Rusi so brez večjih težav zatrli upor kozakov, preden bi ti lahko učinkovito pomagali švedski vojski. Prav tako mu ni mogel pomagati njegov zaveznik, poljski kralj Stanisław Leszczyński, ki se soočal z notranjimi problemi. Ruske sile so se spretno umaknile na jug in uničile vse, kar bi lahko služilo Švedom, ki so se tako znašli v težki situaciji zaradi pomanjkanja zalog in hude zime.
Malo pred odločilno bitko pri Poltavi je bilo stanje v švedski vojski katastrofalno, izgubila je tretjino vojakov, praktično brez zalog, za povrh pa je bil Karel bolan, tako da ni bil zmožen poveljevati švedski vojski. Do bitke je prišlo 27. julija 1709 pri Poltavi, švedska stran je imela 14,000 vojakov, medtem ko so ji Rusi imeli  45.000. V bitki so švedski sile utrpele hud poraz. Švedski poraz pri Poltavi pomeni konec švedske prevlade na Baltiku in začetek ruske nadoblasti nad vzhodno Evropo.

## Izgnanstvo v Turčiji
Karel je po porazu z majhnim spremstvom pobegnil na jug, v Turško cesarstvo. Tam si je v današnji Moldaviji postavil tabor skupaj s približno 1000 preživelimi švedskimi vojaki. Turki so sprva lepo sprejeli švedskega kralja, ki jih je uspel zaplesti v vojno z Rusijo. Njegove stroške so krili naravnost iz proračuna cesarstva. Sčasoma so si švedski begunci v bližini Benderja zgradili majhno vas z imenom Karlstad. Sultan Ahmed III. je v znak dobre volje od Rusov celo odkupil nekaj švedskih žensk in otrok, ter jih poklonil Karlu in njegovim vojakom. Vendar pa so se Turki sčasoma naveličali Karlovega spletkarjenja. Tako je 1. februarja 1713 kakih 10 000 jeznih meščanov Benderja in janičarjev napadlo Švede.
Turki so Karla v spopadu ujeli in ga postavili v hišni pripor naprej v Didimotiko, nato pa v Carigrad. V času pripora si je kralj krajšal čas z igranjem šaha in preučevanjem turške mornarice. Njegove skice in modeli so sčasoma pripeljale do znamenitih švedskih vojnih ladij Jarramas (Yaramaz) in Jilderim (Yildirim). V tem času pa sta se njegovi sovražnici Rusija in Poljska dodatno okrepili in razširili svoje ozemlje. Avgust Močni se je vrnil na poljski prestol in Rusija je zavzela del Finske. Zapuščali so ga tudi zavezniki, tako je Velika Britanija prekinila zavezništvo s Švedsko, potem ko je Prusija napadla švedske posesti v Nemčiji.

## Vrnitev in poraz na Norveškem
Leta 1714 je Karel uspel zapustiti pripor v Carigradu in se vrniti na Švedsko Pomorjansko. Za pot od Carigrada do Pomorjanske je potreboval 15 dni. Po vrnitvi je začel načrtovati, kako bi vojno tehnico spet nagnil na švedsko stran. Tako so po njegovem ukazu zgradili dve švedski bojni ladji, ki sta temeljili na turških načrtih. Leta 1716 je napadel Norveško, ki je pripadala Danski. S svojimi četami, ki so štele okoli 7, 000 mož je uspel zasesti norveški prestolnico Kristianijo (današnji Oslo) in začel oblegati trdnjavo Akershus.
Vseeno so ostale norveške čete nedotaknjene in tako je bil Karel po velikih izgubah zalog in materiala  29. aprila prisiljen ukazati umik. Maja pa so švedske sile spet vdrle na Norveško in napadle mejno mesto Fredrikshald (današnji Halden). Njihov končni cilj pa je bil zavzeti pomembno trdnjavo Fredriksten, ki se je dvigovala nad mestom. Švedi pa so znašli pod hudim topniškim ognjem iz trdnjave, poleg tega pa so Norvežani, da bi preprečili zavzetje mesta, tega raje zažgali. Švedi so se bili spet prisiljeni umakniti. Med obleganjem mesta je Švedska doživela tudi hud poraz na morju, kjer so njeno mornarico v bitki pri Dynekilenu premagali Danci.

## Smrt
Leta 1718  Karel je ponovno napadel Norveško. Njegovo vojska, ki jo je sestavljalo okoli 40.000 mož, je začela oblegati trdnjavo Fredriksten, ki mu je pred dvema letoma onemogočila zavzetja mesta Fredrikshalda.
Nato pa je 11. decembra 1718 med inšpekcijo čet Karla ubil norveški izstrelek. Izstrelek je predrl levo stran možganov in poškodoval večino možganov, ter izstopil na desni strani. Kralj je bil v trenutku mrtev in njegovo truplo pa so njegovi vojaki prenesli čez mejo. Invanzija je bila opuščena. Tudi druga švedska armada, ki je štela 10.000 vojakov in ki je poveljal Carl Gustaf Armfeldt, ter je nameravala zavzeti Trondheim, je bila prisiljena v umik. Od 5.800 vojakov, kolikor jih je ostalo ob umiku, se jih le približno 870 vrnilo na Švedsko. Kralja so pokopali v cerkvi Riddarholmen v Stockholmu, kjer je pokopana večina švedskih kraljev.
Karla je na prestolu nasledila njegova mlajša sestra Ulrika Eleonora. Kot kneza državice Palatinate-Zweibrücken ga je nasledil njegov bratranec Gustav Leopold, ker zakoni niso dovoljevali, da bi ga nasledila ženska.

## Zapuščina
Sodobniki so Karla opisali kot človeka, ki se je ponašal z nečloveško toleranco za bolečino in ni kazal skoraj nobenih čustev. Prav tako naj Karel ne bi maral alkohola in žensk (nikoli se ni poročil), saj naj bi se najbolje počutil v vojni. Zanimal se je tudi za matematiko in na sploh vse kar, bi pripomoglo k boljšemu vojskovanju. Pripomogel naj bi k izumu osmiškega številskega sistema, ki je bil po njegovem mnenju bolj primeren za vojne namene, saj so bili vsi zaboji za materiale, kot je smodnik, kubični. Za časa njegovega vladanja je bila Švedska, zaradi njegovih vojaških zmag, na vrhuncu ugleda in moči. Toda na koncu je bila poražena in v premirju, podpisanim po koncu velike severne vojne, je Švedska izgubila skoraj vse svoje prej pridobljene posesti na evropski celini: v Nemčiji, v Poljski... Dobe, ko je bila Švedska velesila, je bilo konec.